# Чёрный понедельник (1987)
Чёрный понедельник (англ. Black Monday) — понедельник 19 октября 1987 года — день, в который произошло самое большое падение Промышленного индекса Доу Джонса за всю его историю, — 22,6 %. Это событие затронуло не только США, а быстро распространилось по всему миру. Так, фондовые биржи Австралии потеряли к концу октября 41,8 %, Канады — 22,5 %, Гонконга — 45,8 %, Великобритании — 26,4 %.
При этом, однако, катастрофе не предшествовали никакие важные новости или события, видимых причин для обвала не было. Это событие поставило под сомнение многие важные предположения, лежащие в основе современной экономической науки, выдвинутые австрийской экономической школой: теорию рационального экономического поведения человека, теорию рыночного равновесия и гипотезу эффективного рынка.
Некоторое время после краха торговля на мировых фондовых рынках была ограничена, поскольку вычислительная техника того времени не справлялась с огромным количеством поступавших заявок. Это ограничение торговли позволило Федеральной резервной системе и центральным банкам других стран принять меры по сдерживанию распространения мирового финансового кризиса.

## Причины краха
Фондовый рынок США рос с 1982 года. В 1986 году быстрый восстановительный рост экономики США стал сменяться более медленной экспансией, приведшей к «мягкой посадке» экономики и снижению инфляции. К началу 1987 года участникам рынка казалось, что экономической рецессии удалось избежать, и экономика США стоит на пороге бума. Фондовые рынки начали расти быстрыми темпами, достигнув пика в августе. За период с 1985 по 1987 индекс Доу Джонса вырос вдвое.
Потенциальными причинами краха принято считать программный трейдинг, неликвидность, переоценённость рынка и трейдинговую психологию. Эти причины используются при попытках объяснить, почему обвал произошёл 19 октября, почему рынок упал так быстро и так глубоко, и почему кризис затронул не только США.
Наиболее популярным объяснением является использование программного трейдинга. В программном трейдинге компьютеры используются для автоматического совершения арбитражных и хеджевых сделок. После краха многие участники рынка критиковали торговые стратегии, основанные на слепом следовании конъюнктуре рынка, и короткие сделки (продажа ценных бумаг, взятых в долг, с покупкой аналогичного количества после падения цены) во время падающего рынка.
По мнению экономиста Ричарда Ролла, международная природа кризиса противоречит попыткам обосновать причины этой катастрофы программным трейдингом. На тот момент программный трейдинг был распространён главным образом в США, а кризис начался в Гонконге, распространился по Европе и лишь затем ударил по США.
Согласно ещё одной популярной теории, причиной катастрофы была несогласованность монетарной политики стран Большой семёрки (G-7). США, желавшие поддержать доллар и ограничить инфляцию, провели слишком быстрые изменения в монетарной политике, не согласовав их с европейскими странами.

## Последствия
Комиссией по ценным бумагам и биржам были сформулированы новые правила защиты индивидуальных инвесторов, в частности маркетмейкерам NASDAQ было вменено в обязанность приобретать у них определённое количество акций, если те хотели их продать.